# پوشش گیاهی و پایداری شیب
پوشش گیاهی و پایداری شیب با توانایی زندگی گیاهی در حال رشد در شیب‌ها برای تقویت و جلوگیری از پایداری شیب به هم مرتبط هستند. این رابطه ترکیبی پیچیده از نوع خاک، رژیم بارندگی، گونه‌های گیاهی موجود، جهت شیب و تند بودن شیب است. آگاهی از پایداری شیب زیربنایی به عنوان تابعی از نوع خاک، سن آن، توسعه افق خاک، تراکم و سایر تأثیرات یکی از جنبه‌های اساسی درک اینکه چگونه پوشش گیاهی می‌تواند پایداری شیب را تغییر دهد، است. چهار راه عمده وجود دارد که پوشش گیاهی بر پایداری شیب تأثیر می‌گذارد: وزش باد، حذف آب، انبوه پوشش گیاهی (اضافه)، و تقویت مکانیکی ریشهها. 